# Канагава, Хиро
Хиро Канагава (яп.  金川 弘敦, англ. Hiro Kanagawa, родился 13.10.1963) — японско-канадский актер кино и телевидения, драматург. Хиро Канагава снялся во многих известных фильмах и телесериалах, таких как «Тайны Смолвиля», «Каприка», «Легенды завтрашнего дня».
Канагава также является автором нескольких театральных пьес. 

## Биография
Хиро Канагава родился в Саппоро, Хоккайдо, Япония. Его детство и юность прошли в Гвельфе, Онтарио; Стерлинг-Хайтс, Мичиган и Токио. Хиро
Канагава учился на скульптора в колледже Миддлбери, который окончил в 1986 году. Затем Канагава поступает в Университет Саймона Фрейзера (англ. Simon Fraser University, SFU), где он написал свою первую пьесу.
Начиная с 1990 года Хиро Канагава постоянно проживает в Ванкувере, Канада.

## Фильмография
| Год       |   | Русское название               | Оригинальное название         | Роль              |
| --------- | - | ------------------------------ | ----------------------------- | ----------------- |
| 2008      | ф | День, когда Земля остановилась | The Day the Earth Stood Still | доктор Икегава    |
| 2009      | ф | Прошивка                       | Hardwired                     | доктор Стеклер    |
| 2014      | ф | Годзилла                       | Godzilla                      | Хаято             |
| 2015      | ф | Век Адалин                     | The Age of Adaline            | Кеннет            |
| 2015—2016 | с | Человек в высоком замке        | The Man in the High Castle    | Тайси Окамура     |
| 2015—2016 | с | Герои: Возрождение             | Heroes Reborn                 | Хачиро Отомо      |
| 2018      | с | Видоизменённый углерод         | Altered Carbon                | капитан Танака    |
| 2018      | ф | Пятьдесят оттенков свободы     | Fifty Shades Freed            | детектив Кларк    |
| 2021      | ф | Трафик                         | Crisis                        | доктор Ишияма     |
| 2021      | ф | Каждый твой вдох               | Every Breath You Take         | доктор Тот        |
| 2022      | ф | Дитя тьмы: Первое убийство     | Orphan: First Kill            | детектив Доннан   |
| 2024      | с | Аватар: Легенда об Аанге       | Avatar: The Last Airbender    | Хозяин огня Созин |
| 2024      | с | Сёгун                          | Shōgun                        | Игураси Ёсимито   |